# Hugh Hopper

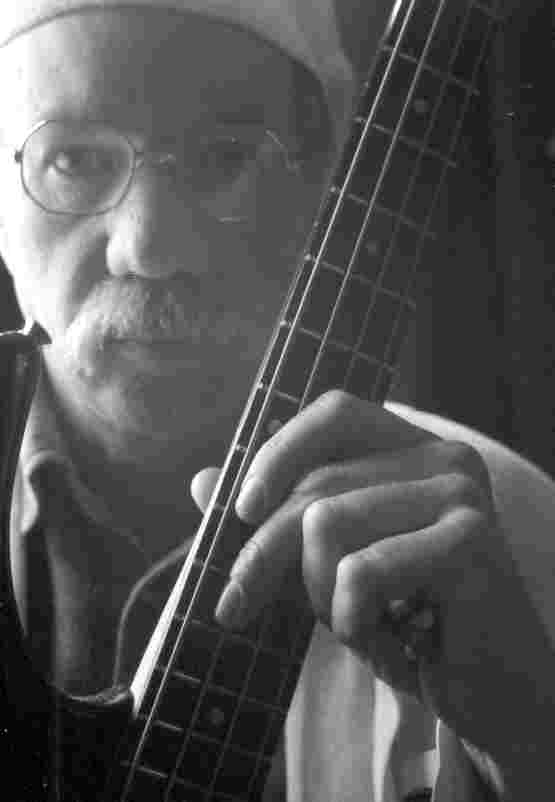
Hugh Hopper

Hugh Colin Hopper (Whitstable, 29 april 1945 – aldaar 7 juni 2009) was een Brits basgitarist en componist.
Hopper groeide op in Canterbury, Engeland. In het midden van de jaren '60 was hij een van de leden van The Wilde Flowers, een groep die de voorloper was van bekendere bands als Soft Machine en Caravan. Voor Soft Machine was Hopper in eerste instantie road manager, maar al bij de tweede elpee (Volume Two) werd hij gevraagd om als bassist mee te spelen. Hopper speelde tot 1973 in Soft Machine. In 1972 maakt hij zijn eerste soloalbum, 1984 (naar de roman 1984 (boek) van George Orwell); een experimenteel, niet-commercieel album.
Na zijn vertrek bij Soft Machine werkte Hopper in de jaren zeventig samen met verschillende musici en groepen, onder meer:
- Stomu Yamashta's East Wind (1974)
- Isotope,
- Gilgamesh
- Carla Bley Band (1976).
- Hopper/Dean/Tippett/Gallivan (met Soft Machine saxofonist Elton Dean, pianist Keith Tippett en drummer Joe Gallivan, 1977)
- Soft Heap (met Soft Machine saxofonist Elton Dean, keyboardspeler Alan Gowen en drummer Pip Pyle).

De eerste tour van Soft Heap in 1978 leverde het album Rogue Element op. Hopper zou Soft Heap verlaten en vervangen worden door John Greaves.
In het midden van de jaren tachtig werkte Hopper samen met diverse bands, onder meer Equipe Out (Pip Pyle) en In Cahoots (Phil Miller). In die tijd begon Hopper ook samen te werken met een aantal Nederlandse musici in Hopper Goes Dutch. Hij speelde samen met Frank van de Kooy (saxofoons), Kees Veldhuizen (saxofoons), Dionys Breukers (keyboards), Hans van der Zee (gitaar) en André Maes/Pieter Bast (drums). In alle wisselingen zouden Frank van der Kooy en Dionys Breukers het langst met Hopper samen blijven spelen, Na het toetreden van de Franse gitarist Patrice Meyer nam de band de naam Hugh Hopper Franglo-Dutch Band aan, later afgekort tot Hugh Hopper Band. Vele sessies in het Nederlandse jazzcircuit (onder meer in het Bimhuis) zouden volgen, een aantal ervan zijn opgenomen. 
Midden jaren negentig richtte Hopper zich een tijdje wat minder op de jazzachtige muziek en meer op de rock, in zijn samenwerking met Caveman Shoestore (ze gebruikten de naam Hughscore) en met de zangeres Lisa S. Klossner. De samenwerking met de pianist Mark Kramer levert een tweetal albums op, A Remark Hugh Made en Huge.
Hopper greep in het begin van het nieuwe millennium terug naar zijn eerste soloalbum. Op dat album experimenteerde hij met tape loops. De intrede van de computer in de muziek maakte dat er op dat vlak veel meer mogelijk is, het resultaat van de experimenten staat op het album Jazzloops (2002).
Vanaf 2002, startte Hopper met drie mede-ex-Soft Machine leden (Elton Dean, drummer John Marshall, en gitarist Allan Holdsworth) de groep opnieuw op. Eerst onder de naam Soft Works. Na het vervangen van Holdsworth door gitarist John Etheridge (ook ex-Soft Machine) toerden ze onder de naam Soft Machine Legacy en speelden ze zowel nieuwe nummers als oude uit het Soft Machine repertoire. Nadat Dean in 2006 was overleden toerde Soft Machine Legacy met o.a. Theo Travis en Paul Dunmall op saxofoon.
Hugh Hopper was daarnaast actief in Soft Bounds, een kwartet met Elton Dean, Sophia Domancich en Simon Goubert; NDIO, een project van oud Hopper Bandlid Frank van de Kooy; Clear Frame met onder anderen Lol Coxhill; Songs From the Beginning, een project van Alain Blesing.
Wegens in juni 2008 geconstateerde leukemie werd hij in het ziekenhuis opgenomen, onder meer een tournee naar Japan (met Yumi Hara Cawkwell) en verdere optredens werden geannuleerd. Op 14 december 2008 vond een benefietconcert plaats in de 100 club, Londen. Hopper overleed een half jaar later, op 64-jarige leeftijd. Twee dagen voor zijn dood trouwde hij met zijn partner.

## Discografie
Hopper heeft onder meer bijgedragen aan de volgende albums:
- Soft Machine: Volume Two (1969)
- Soft Machine: Third (1970)
- Soft Machine: Fourth (1971)
- Soft Machine: Five (1972)
- Soft Machine: Six (1973)
- Hugh Hopper: 1984 (1973)
- Stomu Yamashta's East Wind: Freedom is Frightening (1973)
- Robert Wyatt: Rock Bottom (1974)
- Isotope: Illusion (1975)
- Hugh Hopper: Hopper Tunity Box (1977)
- Hopper/Dean/Tippett/Gallivan: Cruel But Fair (1977)
- Carla Bley Band: European Tour 1977 (1978)
- Gilgamesh: Another Fine Tune You've Got Me Into (1978)
- Soft Heap (1978)
- Hugh Hopper/Alan Gowen: Two Rainbows Daily (1980)
- In Cahoots: In Cahoots Live 1986-1989
- Pip Pyle's Equipe Out (1987)
- Phil Miller: Cutting Both Ways (1987)
- Hugh Hopper Band: Alive (1989)
- Hugh Hopper Band: Meccano Pelorus (1991)
- Lindsay Cooper: Oh Moscow (1991)
- Hopper/Atkinson/Breukers: Hugh Hopper and Odd Friends (1993)
- The Wilde Flowers (1965-1969 recordings) (1994)
- Hopper/Kramer: A Remark Hugh Made(1994)
- Hugh Hopper: Hooligan Romantics (1994)
- Hugh Hopper Band: Carousel (1995)
- Hugh Hopper/Mark Hewins: Adreamor (1995)
- Hughscore: Caveman Hughscore (1995)
- Hughscore: Highspot Paradox (1997)
- Hopper/Kramer: Huge (1997)
- Dean/Hopper/Clarke/Knight: The Mind In The Trees (1998)
- Hugh Hopper/Lisa S. Klossner: Different (1999)
- Hughscore: Delta Flora (1999)
- Hugh Hopper/Lisa S. Klossner: Cryptids (2000)
- Ponsford/Knight/Hopper/Clarke: The Swimmer (2000)
- Gary Smith/Shoji Hanu/Hugh Hopper: Glass cage (2001)
- Hugh Hopper: Jazzloops (2002)
- Soft Works: Abracadabra (2003)
- Soft Mountain; Soft Mounatin (2003; gelegenheidskwartet met opnieuw Dean en twee Japanse muzikanten: Hoppy Kamiyama (toetsen) en Yoshida Tatsuya (drums);
- Soft Machine Legacy: Live in Zaandam (2005)
- HUMI: Hugh Hopper/Yumi Hara Cawkwell: Dune (2008)